# St. Willehad (Leck)

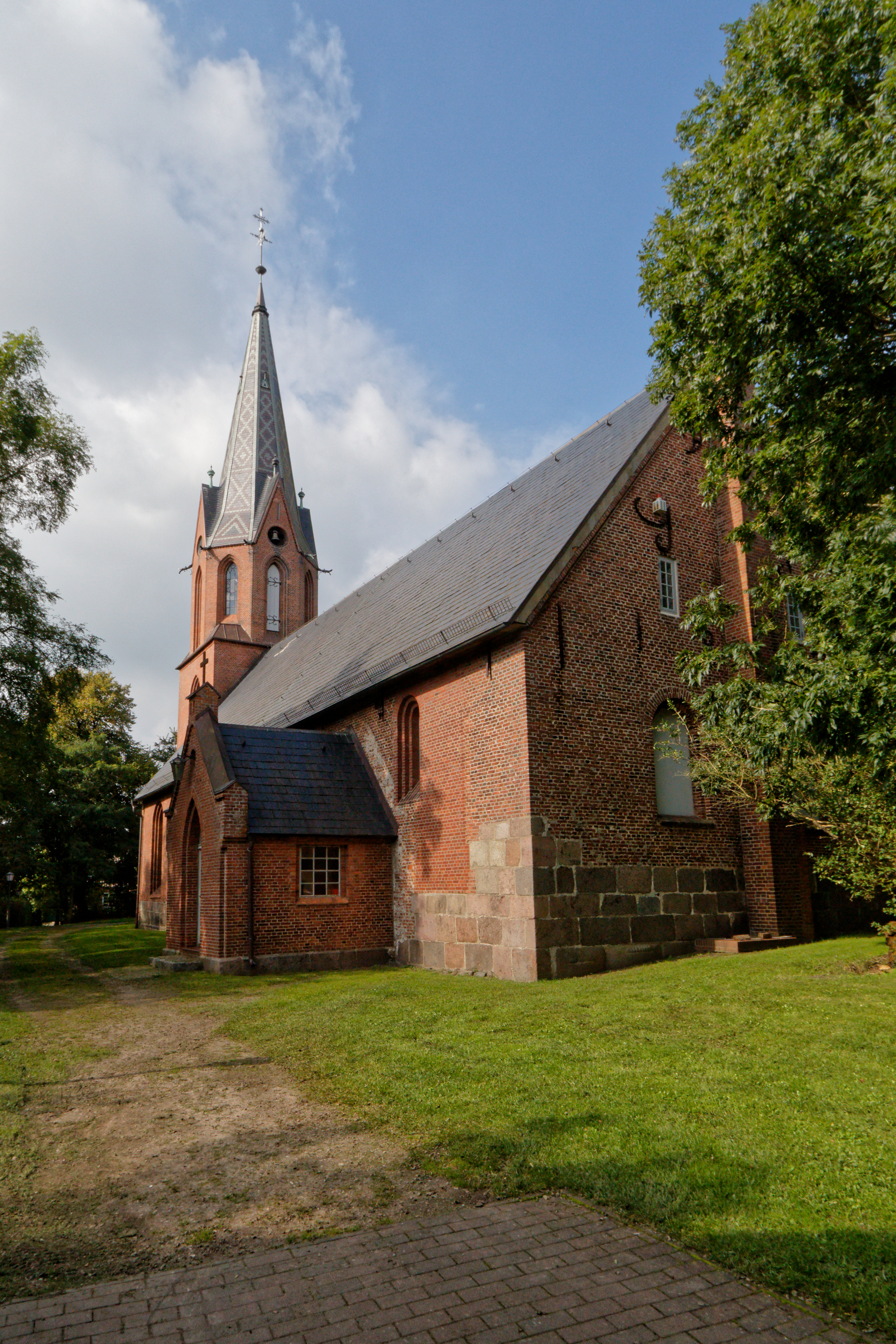
St. Willehad in Leck

Die Kirche St. Willehad ist ein geschütztes Kulturdenkmal mit der Objekt-ID 4094 im Denkmalschutzgesetz in Leck, einer Gemeinde im Kreis Nordfriesland in Schleswig-Holstein. Die Kirchengemeinde gehört zum Kirchenkreis Nordfriesland der Evangelisch-Lutherischen Kirche in Norddeutschland.

## Baubeschreibung

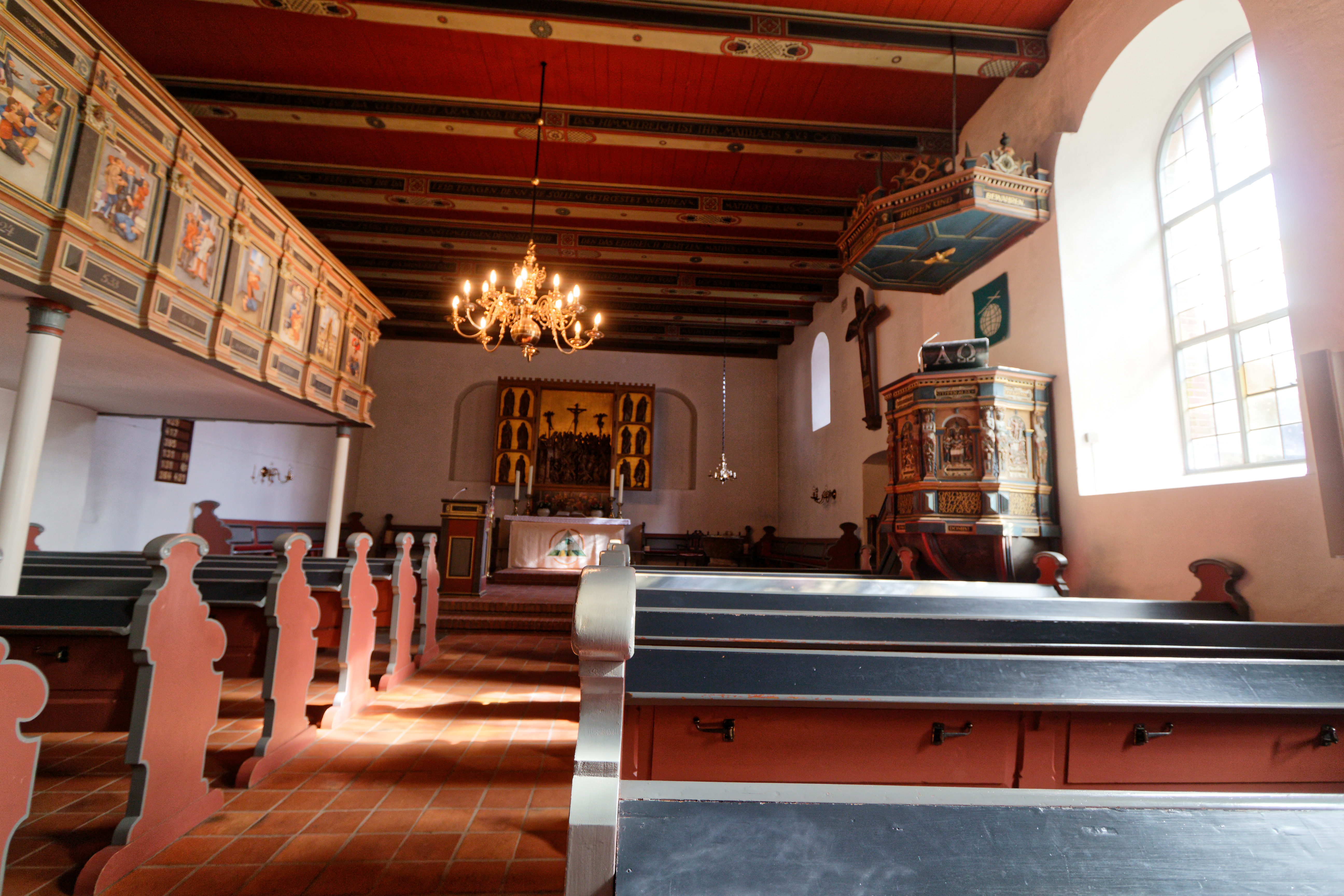
Innenraum

Die St.-Willehad-Kirche wurde um 1150 errichtet. Sie trägt das Patrozinium des Willehad, der um 770 als Missionar unter den Friesen wirkte und 788 der erste Bischof von Bremen wurde. Von dem romanischen Bau ist nur noch das Langhaus erhalten, wie an der Nordseite außen an der Mauer aus Granitquadern mit drei kleinen runden Fenstern und dem Portal zu erkennen ist. Der eingezogene Chor und die halbrunde Apsis im Osten wurden 1807 abgebrochen, um den Kirchensaal nach Osten zu erweitern. An diesen Umbau erinnern die Maueranker an der Ostwand mit der Jahreszahl 1807. Die Kirche hat eine flache Balkendecke.
Westlich angebaut ist der neugotische Kirchturm, der anstelle eines 1872 abgebrannten Vorgängerbaus aus dem 16. Jahrhundert errichtet wurde. Auf seinen quadratischen unteren Geschossen sitzt ein Oktogon, das mit einem achtseitigen spitzen Helm bedeckt ist. An der Südseite des Langhauses befindet sich in einem Anbau das Portal.

## Ausstattung
Zur Kirchenausstattung gehört ein Flügelaltar. Von dem zwischen 1515 und 1520 hergestellten Retabel haben sich nur die Schnitzarbeiten erhalten. Im Mittelschrein befindet sich eine figurenreiche Kreuzigungsszene mit paralleler Darstellung der Kreuztragung vor dem Jerusalemer Stadttor in der linken Ecke. In den Seitenflügel stehen zwölf Apostelfiguren. Die Schnitzarbeiten werden teilweise Claus Berg zugeschrieben. Bei der Kreuzigungsszene, nicht aber bei den Aposteln, besteht eine große Ähnlichkeit zum ebenfalls Berg zugeschriebenen Altar der St.-Katharinen-Kirche in Gelting. Beide Werke entstanden jedoch vermutlich einer in Flensburg oder Leck selbst ansässigen Werkstatt nach einer weit verbreiteten Vorlage. Im 19. Jahrhundert wurde der schlecht erhaltene Flügelaltar auseinandergenommen. Dabei gingen das Gehäuse und die Außentafeln der Flügel verloren. Die Apostelfiguren wurden abgebeizt. 1884 stellte ein einheimischer Tischler einen neuen Kasten für den Mittelschrein her, der 1954 durch ein als Schauwand gestaltetes Gehäuse ersetzt wurde, das auch die zuvor ausgelagerten Apostelfiguren aufnahm. In diesem Zusammenhang wurde auch die Farbfassung des Mittelschreins entfernt. 1993 wurde das Retabel renoviert und erhielt einen neuen Schreinkasten mit beweglichen Flügeln, der auf einer neuen Predella steht. Bei geschlossenem Schrein während der Passionszeit sind auf den Außentafeln die 1998 und 1999 von Werner Juza gemalten Tafeln zu sehen, auf dem linken Flügel ein Totentanz, der Weg der Menschen in den Tod, auf dem rechten der ins Leben, abgeschlossen mit einem „Ostertanz“. Von Juza stammt auch die Abendmahlsdarstellung in der Predella.
Die hölzerne Kanzel im Renaissancestil ist durch eine Inschrift auf 1599 datiert. Die Brüstung ist durch Hermen gegliedert, die Felder dazwischen enthalten Reliefs mit Szenen aus der Weihnachtsgeschichte von der Verkündigung an Maria über die Begegnung zwischen Maria und Elisabeth, die Geburt und die Beschreidung sowie die Himmelfahrt erläutert jeweils durch Bibeltexte. Die Kanzel wurde 1959 renoviert.
Die Brüstungstafeln der Nordempore wurden in der Barockzeit mit Emblemen bemalt. Die Felder der Westempore und acht bei einer Verlängerung der Nordempore nach Osten hinzugefügten Tafeln blieben leer. Diese ergänzte Juza in den Jahren 1993 bis 1995 mit einem Zyklus zur Bergpredigt passend zu den Seligpreisungen, die auf den Deckenbalken geschrieben stehen.
Das älteste Ausstattungsstück ist der Taufstein aus der Erbauungszeit der Kirche.

## Orgel
Die Orgel wurde von der Paschen Kiel Orgelbau erbaut.

## Umgebung
An der Nordwand der Kirche sind barocke Grabsteine angebracht, die ursprünglich Gräber im Inneren der Kirche bedeckten. Auf dem ehemaligen Friedhof stehen einige Steinsärge aus dem 12. Jahrhundert. Die Särge aus Mainzer Sandstein dienten vermutlich zur Beisetzung wohlhabender Händler in später bei Sturmfluten untergegangenen Orten. Die im Watt freigespülten Särge wurden lange als Viehtränken verwendet.

## Gemeinde
Leck war im Mittelalter das Zentrum der Karrharde. Das Kirchspiel war anfangs deutlich größer. Dazu gehörte eine im 13. Jahrhundert errichtete Kapelle in Enge. 1359 wurde das Kirchspiel Enge mit der Katharinenkirche ausgepfarrt.
Die Kirchengemeinde gliedert sich die drei Bezirke Leck, Achtrup und Stadum. Zu Leck gehören die Dörfer Klintum und Oster-Schnatebüll. In Achtrup befindet sich die 1967 errichtete und in den 1990er Jahren erweiterte Martin-Luther-Kirche. Dazu gehören die Dörfer Lütjenhorn, Sprakebüll und Tettwang. In Stadum gibt es seit 1989 ein Kirchenhaus in einem ehemaligen Bürogebäude mit reetgedecktem Glockenturm. In diesem Bezirk liegt das Gut Fresenhagen. Die Gemeinde hat drei Pastoren.